# 卡雲迪殊大道
卡雲迪殊大道（法語：boulevard Cavendish）是加拿大魁北克省滿地可的一條主幹路。

## 概述
該道路位於滿地可西部迪卡里大道以西，呈南北走向。
該道路全長8.3（5.2英里），分為兩部分。第一部分主要是住宅及商鋪，長4.4（2.7英里），南始雪嶺-慈恩聖母區的聖雅各街，北迄聖路加嶺的華倫堡道（chemin Wallenberg）。第二部分長4.4（2.7英里），主要是工業區，南始皇家山鎮內夾達頓道（chemin Dalton）處，向北穿過聖珞凌區直至亨利布拉薩大道。
2022年，滿地可市府開始連接兩路段。

## 路名
該道路以英國政治家費德歷·卡雲迪殊（1836-1882）及加拿大總督域多·卡雲迪殊（1868-1938）命名。